# Mirjana Sanader
Mirjana Sanader (Split, 25. srpnja 1954.), hrvatska je arheologinja, profesorica Odsjeka za arheologiju Filozofskog fakulteta Sveučilišta u Zagrebu na kojemu vodi Katedru za antičku provincijalnu i ranokršćansku arheologiju.

## Obrazovanje
Doktorirala je arheologiju i povijest umjetnosti 1983. na Institutu za klasičnu arheologiju Sveučilištu Franje Leopolda u Innsbrucku temom Kerberos in der Antika.

## Znanstveni rad
God. 1993. zaposlila se na Odsjeku za arheologiju FFZG-a, na kojemu stječe naslov docentice (1996.) i izvanredne profesorice (1999.). Pročelnicom Odsjeka bila je od 2000. do 2005., a redovnom profesoricom postaje 2008.
Autorica je brojnih znanstvenih i stručnih radova kao i više knjiga. Vodila je arheološka iskapanja na području negdašnjega rimskog legijskog logora Tilurij u selu Gardun kod Trilja.
U akademskome radu najviše se bavila antičkom provincijskom i ranokršćanskom, ali i srednjovjekovnom arheologijom. Bavila se i odnosom Hrvata u 20. stoljeću prema naslijeđu Ilira.
Od 2019. članica je RDA (Research Data Alliance).

## Osobni život
Sanader je supruga bivšega hrvatskog premijera Ive Sanadera, s kojim ima dvije kćeri, Petru i Brunu.

## Vanjske poveznice
- cjelokupna znanstvena bibliografija na stranicama Odsjeka za arheologiju FFZG-a
- Profil na ResearchGate-u